# Revascularización
En medicina, revascularización es la restauración de la perfusión a una parte del cuerpo u órgano que ha sufrido isquemia. Por lo general se lleva a cabo por medios quirúrgicos. Los dos primeros medios de revascularización son el bypass vascular y la angioplastia.
El término se deriva de los prefijos (re) en este caso significa "restauración" y vascular, que se refiere a las estructuras circulatorias de un órgano.
La revascularización implica un análisis completo y un diagnóstico y tratamiento de la vasculatura enferma existente del órgano afectado, y puede ser ayudada por el uso de diferentes modalidades de imágenes como la imagen de resonancia magnética, escáner PET, escáner CT, y fluoroscopia de rayos X.
Este es un concepto importante en la subdiciplinas de la  biomedicina que se refiere a la rehabilitación de los órganos importantes, tales como el corazón, hígado, y pulmones. 

## Aplicaciones
En el caso de la enfermedad arterial coronaria (cardiopatía isquémica), los dos medios principales de revascularización son la cirugía de bypass coronario y la intervención coronaria percutánea (angioplastia coronaria con balón). Cuando no se pueden hacer, puede ser una opción la revascularización transmiocárdica o la revascularización miocárdica percutánea, realizada con un láser.
El tratamiento de la gangrena a menudo requiere revascularización, si es posible. La cirugía también está indicada para tratar las heridas isquémicas (perfusión tisular inadecuada) en algunas formas de heridas crónicas, como las úlceras diabéticas.